# Cmentarz żydowski w Woli Michowej
Cmentarz żydowski w Woli Michowej – został założony w XVIII wieku i zajmuje powierzchnię 0,3 ha na której zachowało się około dziesięciu (według innych źródeł około trzydziestu) nagrobków z napisami w języku hebrajskim, spośród których najstarszy pochodzi z 1780 roku. Położony w lesie powyżej miejscowości na wschód od drogi wiodącej na przełęcz Żebrak.

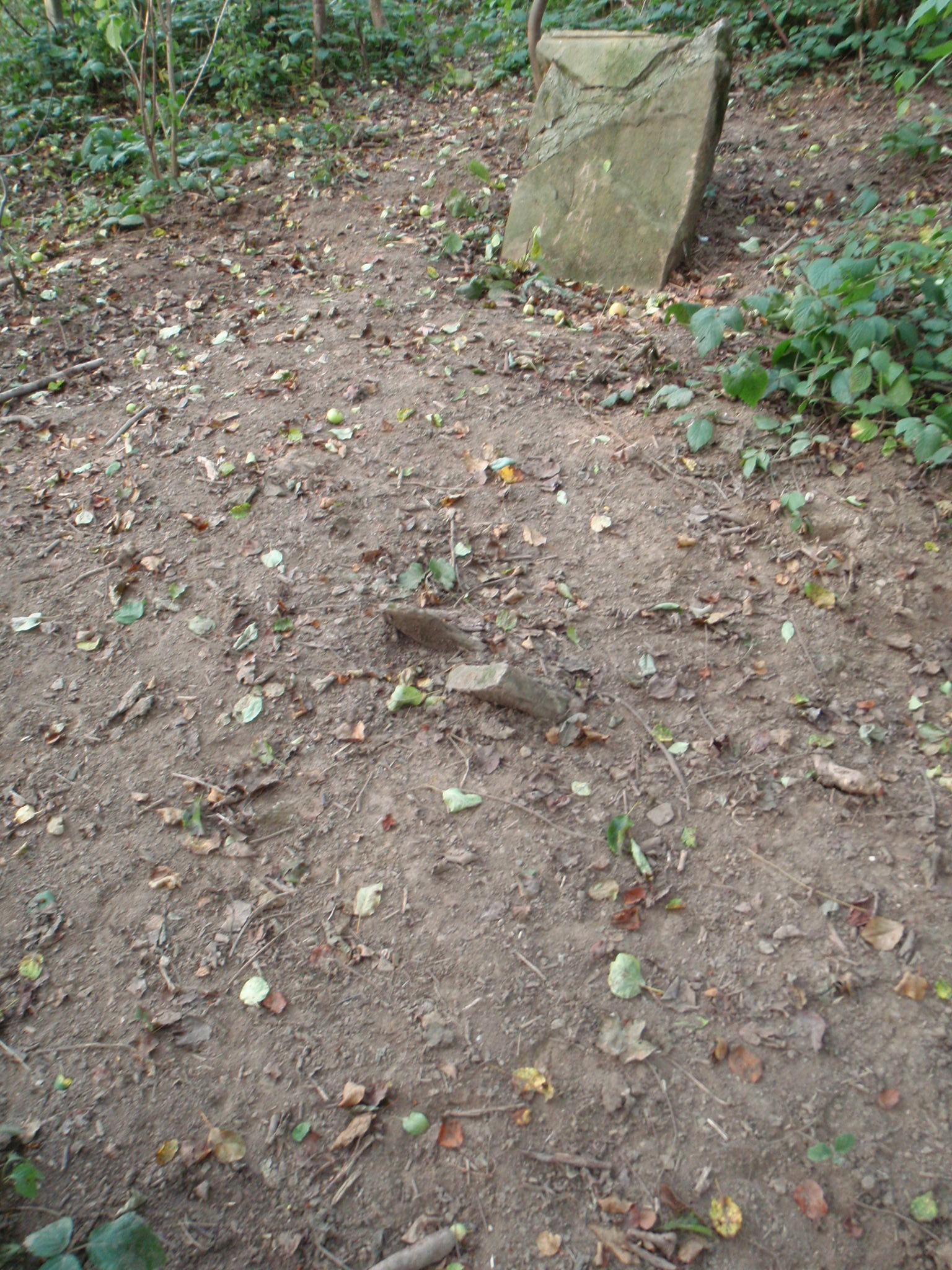
Macewy na cmentarzu

Cmentarz był porządkowany przez członków grupy Magurycz w latach 1995-1996.